# Sarkadi Kiss János
Sarkadi Kiss János (Gyula, 1974. október 16. –) magyar színész, a Csiky Gergely Színház társulatának tagja.

## Életpályája
Középiskolai tanulmányait a szentesi Horváth Mihály Gimnáziumban végezte, 1989 és 1993 között, irodalmi-dráma tagozaton. 1994-ben felvételt nyert a Színház- és Filmművészeti Főiskola színész szakára, Benedek Miklós osztályába. 1998-ban diplomázott le, ezután a Csiky Gergely Színházba szerződött Kaposvárra.

## Szerepei

### Fontosabb színházi szerepei
- Körvadászat (Kira István) - Csiky Gergely Színház, Kaposvár (1996)
- Balta a fülbe (Bitó) - Csiky Gergely Színház, Kaposvár (1999)
- Vízkereszt, vagy amit akartok (Másik tengerészkapitány) - Csiky Gergely Színház, Kaposvár (1999)
- Lúdas Matyi - Csiky Gergely Színház, Kaposvár (2000)
- János vitéz - Csiky Gergely Színház, Kaposvár (2000)
- Micimackó (Micimackó) - Csiky Gergely Színház, Kaposvár (2001)
- Káprázatos hölgyek, vagy amit akartok (Dunca) - Csiky Gergely Színház, Kaposvár (2001)
- A lovaggá ütött vándor (Táltos szarvas, Hedonius király, Holló ) - Csiky Gergely Színház, Kaposvár (2002)
- Diótörő (Mezei egér, szürke) - Csiky Gergely Színház, Kaposvár (2002)
- A Noszty fiú esete Tóth Marival (Báró Koereczky Izrael Izsák) - Csiky Gergely Színház, Kaposvár (2003)
- Csak egy szög - Csiky Gergely Színház, Kaposvár (2003)
- Fahim (Cidi) - Csiky Gergely Színház, Kaposvár (2004)
- A maratoni futók tiszteletkört futnak (Piton Billy) - Csiky Gergely Színház, Kaposvár (2004)
- Julius Caesar (Ligarius) - Csiky Gergely Színház, Kaposvár (2005)
- Paravarieté - Kaposvári Csiky Gergely Színház (2005)
- Dundo Maroje (Bokcsilo) - Kaposvári Csiky Gergely Színház (2005)
- Pillantás a hídról (Marco) - Kaposvári Csiky Gergely Színház (2006)
- Marica grófnő (Báró Zsupán Kálmán) - Kaposvári Csiky Gergely Színház (2006)
- Három nővér (Hegedű) - Kaposvári Csiky Gergely Színház (2006)
- A windsori víg nők (Sir Hugh Evans) - Kaposvári Csiky Gergely Színház (2007)
- A verseny (Tecudzin Aoki) - Kaposvári Csiky Gergely Színház (2007)
- Karnebál (Adóhivatali gyakornok) - Kaposvári Csiky Gergely Színház (2007)
- Fekete Péter (Pierre Lenoir) - Csiky Gergely Színház, Kaposvár (2007)
- A sötétség hatalma (Nyikota) - Csiky Gergely Színház, Kaposvár (2008)
- Sötét komédia (Brindsley Miller) - Csiky Gergely Színház, Kaposvár (2008)
- Ahogy tetszik (Orlando) - Csiky Gergely Színház, Kaposvár (2008)
- A kisfiú meg az oroszlánok (Bruckner Szigfrid) - Csiky Gergely Színház, Kaposvár (2009)
- Anconai szerelmesek (Lucrezio) - Csiky Gergely Színház, Kaposvár (2009)
- Liliom (Hugó) - Csiky Gergely Színház, Kaposvár (2009)
- A makrancos hölgy (Grumio) - Csiky Gergely Színház, Kaposvár (2009)
- A padlás (Barrabás) - Csiky Gergely Színház, Kaposvár (2009)
- Oidipusz király (Kar) - Csiky Gergely Színház, Kaposvár (2009)
- A víg özvegy (Sebastian Cascade) - Csiky Gergely Színház, Kaposvár (2010)
- A falu rossza (Cserebogár Jóska) - Csiky Gergely Színház, Kaposvár (2010)
- Nem élhetek muzsikaszó nélkül (Gergő) - Kőszegi Várszínház, Kőszeg (2010)
- Erzsébet (Báró Axaméthy) - Csiky Gergely Színház, Kaposvár (2010)
- A Pityu bácsi fia (Jani) - Csiky Gergely Színház, Kaposvár (2011)
- Szigliget (Malacsik István) - Csiky Gergely Színház, Kaposvár (2011)
- La Mancha lovagja (Herceg) - Csiky Gergely Színház, Kaposvár (2011)
- Sörgyári Capriccio (Myclík úr) - A Nyíregyházi Főiskola Színházi Műhelye (2011)
- Tisztogatás (Martin) - Csiky Gergely Színház, Kaposvár (2011)
- A Pál utcai fiúk (Nemecsek apja) - Csiky Gergely Színház, Kaposvár (2012)
- Antigoné (Őr) - Csiky Gergely Színház, Kaposvár (2012)
- Finito (Pacsik Ferenc) - Csiky Gergely Színház, Kaposvár (2012)
- Tündér Lala (Csill) - Csiky Gergely Színház, Kaposvár (2012)
- Éjjeli menedékhely (Szatyin) - Csiky Gergely Színház, Kaposvár (2012)
- Othello Gyulaházán (Barnaki László) - Csiky Gergely Színház, Kaposvár (2012)
- Hannibál tanár úr (Muray Árpád) - Csiky Gergely Színház, Kaposvár (2013)
- Hippolyt, a lakáj (Schneider Mátyás) - Csiky Gergely Színház (2013)
- A király beszéde (Lionel Louge) - Csiky Gergely Színház (2013)
- Az eltört korsó (Ádám, bíró) - Csiky Gergely Színház (2014)
- Bál a Savoyban (Musztafa) - Csiky Gergely Színház (2015)
- Vörös és fekete (Fouqué) - Csiky Gergely Színház (2015)
- A gát (Finbar) - Csiky Gergely Színház (2015)

### Filmszerepei
- Pál Adrienn (2010)
- 56 szilánkjai (2006)
- A zöld malac (2001)
- Mindenki fél a törpétől (1997)
- Honfoglalás (1996)
- Szamba (1995)
- A 21. század küszöbén (1993)

### Sorozatszerepei
- Gólkirályság (2023–) – Nyitrai Csaba "Csabi"
- A mi kis falunk (2019–) – Németh Lajos "Sváb"
- Tóth János (2018–2019) – Bredár József[2]
- Kossuthkifli (2015) - Fiatal Elepi Kőszál
- Patika (1995)

## Hangjátékok, hangoskönyvek
- Micimackó: Füles születésnapja (2014) - Mesélő
- Lázár Ervin: Öregapó madarai
- A nyughatatlan méhecske